# Lepakshi

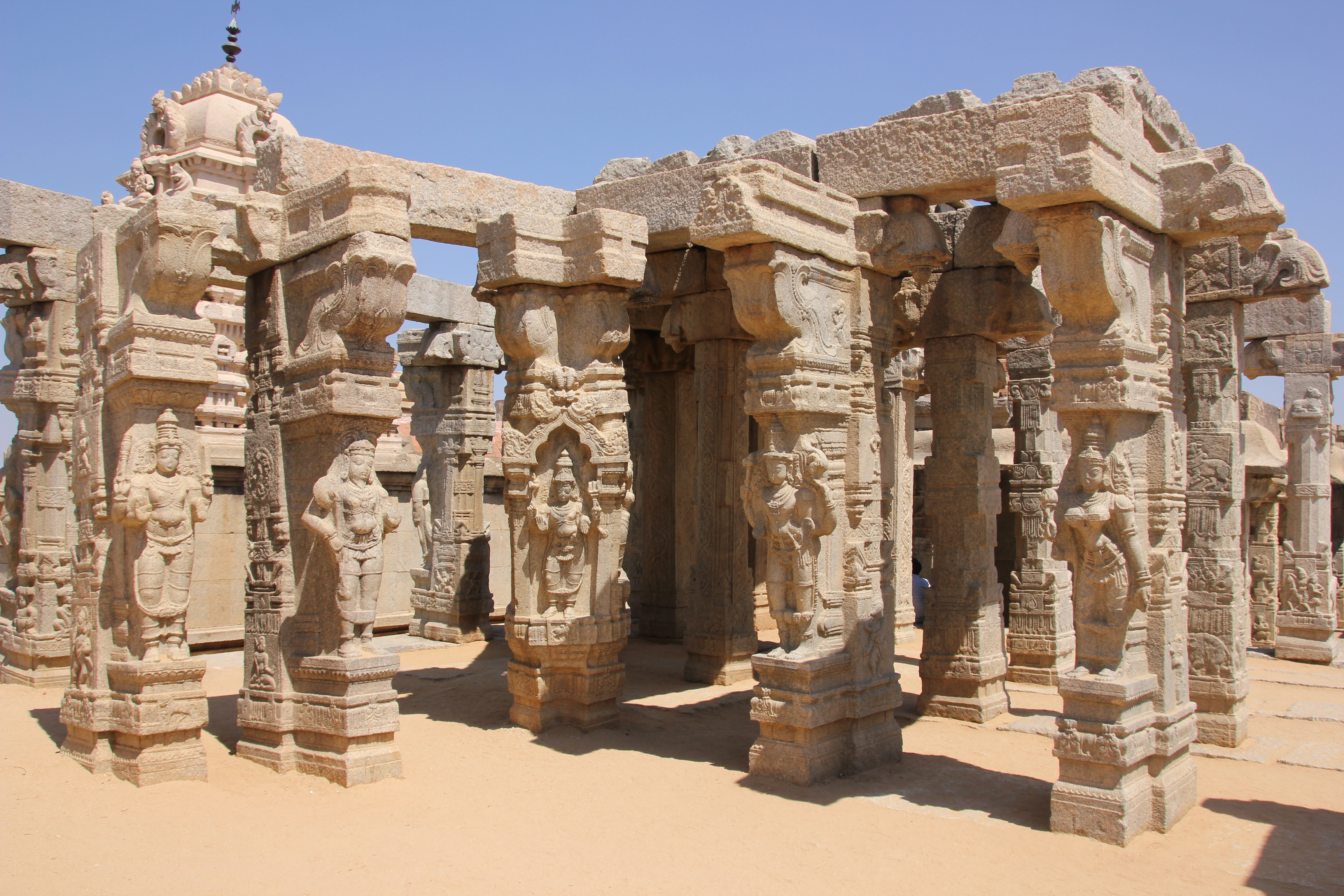
Ruine einer Eingangshalle (mandapa)

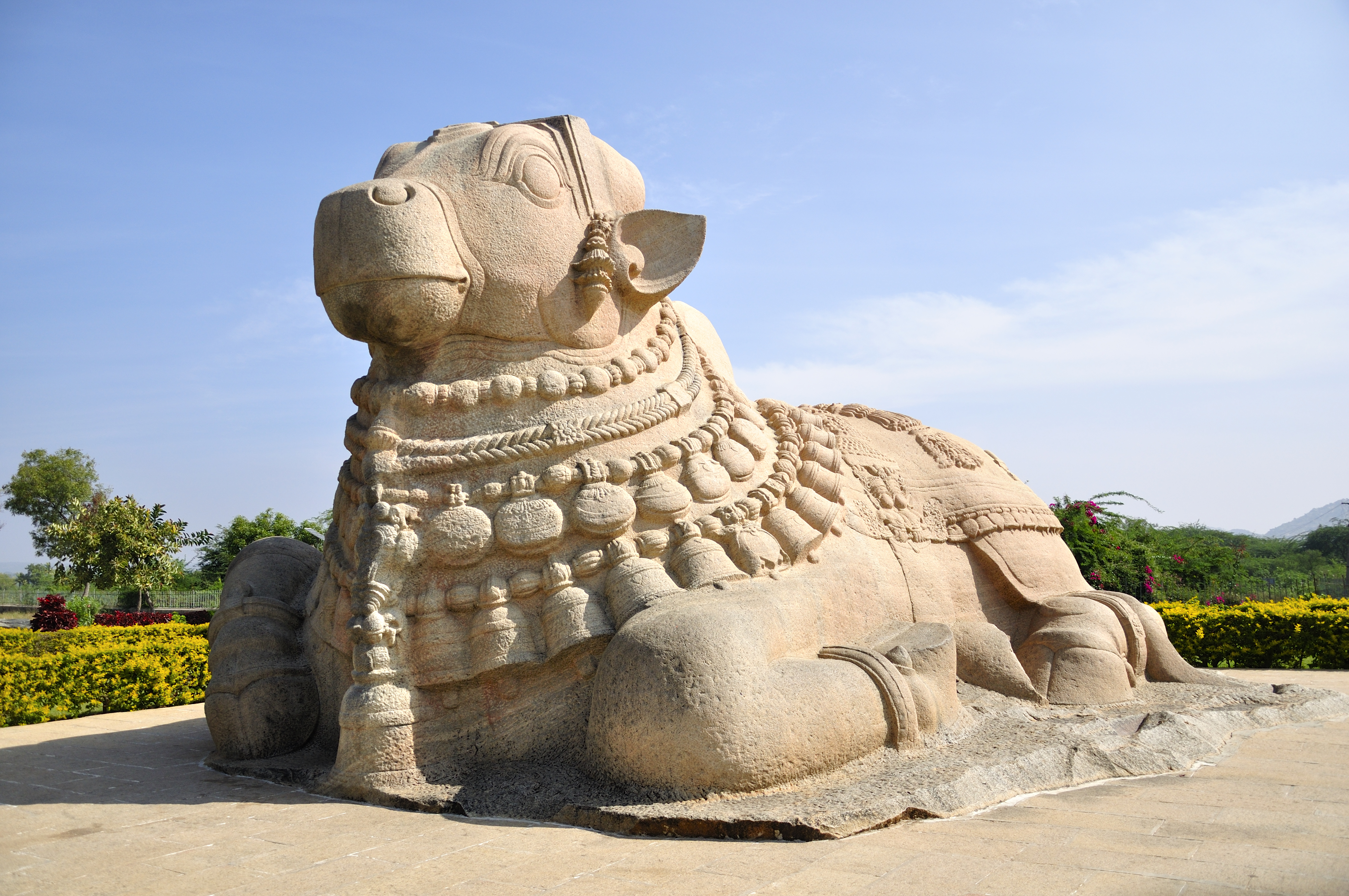
Nandi-Skulptur

Lepakshi ist ein etwa 5000 Einwohner zählendes Dorf bei der Großstadt Hindupur im Distrikt Sri Sathya Sai im äußersten Südwesten des südindischen Bundesstaates Andhra Pradesh.

## Lage und Klima
Der Ort Lepakshi liegt in einem hügeligen Gebiet etwa 12 km (Fahrtstrecke) östlich der Stadt Hindupur bzw. ca. 120 km nördlich von Bengaluru. Hampi, die Hauptstadt des Vijayanagar-Reiches, befindet sich ca. 300 km nordwestlich. Das Klima ist aufgrund der Höhenlage etwas kühler als im eher tropisch-heißen Flachland; Regen (ca. 600 mm/Jahr) fällt überwiegend im Sommerhalbjahr.

## Bevölkerung
Der Großteil der Einwohner sind Hindus; nur wenige sind Anhänger des Islam. Umgangssprache ist Telugu.

## Wirtschaft
Die Landwirtschaft spielt die größte Rolle im Wirtschaftsleben des Dorfes, doch ist schon seit Jahrhunderten der Pilgertourismus ebenfalls von großer Bedeutung.

## Geschichte
Über die Geschichte des Ortes ist nicht viel bekannt, doch steht hier der aus der Zeit der Dominanz des Vijayanagar-Reiches stammende Virabhadra-Tempel (um 1530), einer der meistbesuchten Hindu-Tempel Südindiens.

## Sehenswürdigkeiten
- Der aus Granitsteinen errichtete, dem Gott Virabhadra geweihte und auf einer felsigen Anhöhe südlich des Dorfes errichtete Tempelkomplex ist von einer Mauer umschlossen; er besteht aus mehreren Bauten, die jedoch teilweise unvollendet oder zerstört sind. Besonders sehenswert sind der teilweise aus einem Felsen herausgearbeitete Naga-Lingam sowie die zahlreichen Malereien und Figurenreliefs. Ein hängender Pfeiler (hanging pillar) ist eine weitere Attraktion.
- Aus einem Felsblock ca. 1 km östlich des Tempels wurde eine gut 8 m lange und knapp 5 m hohe liegende und reich mit Schellen, Glöckchen und anderen Schmuckkettchen behangene Nandi-Skulptur herausgearbeitet.